# 节目传送控制
节目传送控制（英語：Programme delivery control，简称PDC）是一项编号为ETS 300 231（ETSI EN 300 231）的标准，由欧洲电信标准协会（ETSI）出版。此标准指定了在電視資訊服务中作为隐藏代码发送的信号，包括标识节目传输的开始与完成。
PDC（也称Enhanced Teletext Packet 8/30 Format 2，增强的图文电视数据包8/30格式2）经常与StarText一起使用，以使用户可以选择使用特殊编码制成的图文电视节目列表。这种功能组合通常被称为PDC/StarText。
在德国及其他一些欧洲国家，旧的视频编程系统（video programming system，简称VPS）标准也称为格式2（format 2）。实际上，两个系统做同样的事情，并且大多数现代的錄影機（VCR）和独立的DVD录影机兼容两种信号。
在数字电视（如Freeview+）中，用于模拟记录设备的基于PDC规范的精准录制（Accurate Recording，AR）功能现在使用基于调度系统的DVB-SI事件。这是由于BBC停止了Ceefax服务。

## PDC数据包
PDC是每秒将特殊数据包编码为杂志（magazine）8和文字行（text row）30。因为此行不会被显示，所以不会影响正常的画面。数据包8/30有ETSI指定的几种格式，而PDC是第二种格式。每个“数据包8/30格式2”还有一个标签（label）号，并且一次最多传输四个标签。每个标签包含一个节目的计划开始播放时间和日期，以及一个标志（flag）来标识状态。每个节目都被分配一个标签，并且通常标签遵循顺序性。
- PRF Set – 准备记录。这将告知录像机唤醒并做好准备。这大约在节目开始前40秒时发生。
- PRF Clear – VCR应开始记录。
- RTI – 记录终止/中断 – 告知VCR停止记录。此标签将在节目结束后保持30秒。

对于节目被另一个节目中断的情况有复杂的规则，比如在电影播放途中有新闻插播。
还有一个TIMER标记，表示没有有效的PDC，VCR应使用自己的定时器。